# Gradiščak
 Ovo je glavno značenje pojma Gradiščak. Za druga značenja pogledajte Gradiščak (razdvojba).
Gradiščak (mađarski Várhegy) je naselje u Republici Hrvatskoj, u sastavu Općine Sveti Martin na Muri, Međimurska županija. 

## Stanovništvo
Prema popisu stanovništva iz 2001. godine, naselje je imalo 210 stanovnika te 64 obiteljskih kućanstava.
| broj stanovnika | 187   | 154   |       |       | 230   | 227   | 275   | 256   | 393   | 371   | 346   | 287   | 287   | 200   | 210   | 181   | 159   |
|                 | 1857. | 1869. | 1880. | 1890. | 1900. | 1910. | 1921. | 1931. | 1948. | 1953. | 1961. | 1971. | 1981. | 1991. | 2001. | 2011. | 2021. |